# زیردریایی کلاس هاروشیو
سابمارین کلاس هاروشیو (به انگلیسی: Harushio-class submarine) یک کلاس از زیردریایی است که طول آن SS-583 to SS-588* 77 mSS-589 (TSS-3601)* 78 m* 87 m (April 2002) می‌باشد.